# Sebastian Teodorescu
Sebastian Teodorescu (n. 1 iunie 1880, Prisaca, Olt – d. 3 iulie 1940, București) a fost primarul orașului Chișinău între 1926–1927, succedându-l pe Nicolae Bivol și înaintea celui de-al doilea mandat al lui Gherman Pântea.
Sebastian Teodorescu a făcut studii la Universitatea din București, unde și-a luat licența în drept. Ulterior a activat în diverse funcții: șef al poliției Tulcea, primar în Tulcea, decan al Baroului de Tulcea, vicecomisar al guvernului în Cadrilater.
Teodorescu a intrat în Primul Război Mondial în grad de locotenent și l-a terminat având gradul de maior în rezervă. Fișa lui personală atestă participarea la luptele duse în: Bulgaria, Ardeal, Bucovina, Muntenia și Mărășești.
În 1918 a sosit în Basarabia odată cu primele detașamente ale armatei române, iar după demobilizare se stabilește definitiv cu traiul în Chișinău, reluându-și profesia de avocat.
În 1926, când avuseră loc primele alegeri administrative în Basarabia, Teodorescu a candidat la postul de primar de Chișinău și a câștigat alegerile devenind primul primar ales după Unirea din 27 martie 1918.

## Distincții și decorați
- Ordinul Coroana României cu grade și panglică
- Virtutea Militară
- Ordinul Steaua României
- Avântul Țării
- Bărbăție și Credință
- Ordinul Mihai Viteazul
- Ordinul Serviciul Credincios, cl. I
- Răsplata Muncii
- Medalia jubiliară Carol I